# پاپینوویل، کبک
پاپینوویل (به فرانسوی: Papineauville) شهری در منطقه شهری پاپینو ناحیه اوتاوه در استان کبک کانادا است. در سرشماری سال ۲۰۱۱ این شهر ۲٬۳۵۴ نفر جمعیت داشته‌است و مساحت آن ۴۸٫۵۲ کیلومتر مربع است.